# VJ特攻隊
VJ特攻隊（VJとっこうたい、韓国語表記：VJ특공대）とは、KBS（韓国放送公社）第2テレビで毎週金曜日20時30分（UTC+9:00）から放送されている情報番組である。2000年5月5日に放送開始された。

## 概要
ビデオ・ジャーナリスト（VJ)が社会のさまざまな話題を発掘する、というもの。
取り上げられる題材は、韓国国内のおいしいお店や激安商品、地域の名産物といったものから、海外（特に日本やその他のアジア諸国）の観光情報や面白い商売といったものまでさまざまである。
1回の放送において、3本のエピソードが放送される。

## 日本での放送
- スカパー!およびケーブルテレビの「KBSワールド」において、毎週日曜日07:15〜08:25日本語字幕付きで放送されている。

なお、毎週月曜日深夜（火曜日早朝）03:45〜04:50より再放送されている。
- NHK BS1の「ほっと@アジア」において、毎週木曜日の「アジア発おもしろテレビ」枠内でエピソードの一つが不定期に吹き替えで放送されていたが、編成変更後の「ワールドWaveアジア」（2011年度から2013年度まで）→「ワールドニュースアジア」（2014年度以降、共に昼放送分）では定期番組になり、毎週金曜日に放送されていたが、2016年（平成28年）4月1日をもって日本放送協会での放送終了。

なお、前身番組のアジアクロスロード以来、当番組の名称は「VJ突撃隊」と訳されている。
両者とも、韓国で放送されたものよりも数ヶ月遅れて放送される。KBS WORLDとNHK BS1の遅れはほとんど同じである。